# コンガリー (競走馬)
コンガリー（Congaree、1998年4月20日 - 2020年11月22日）はアメリカ合衆国の競走馬、種牡馬。2002・03年のシガーマイルハンデキャップ（G1）連覇などG1競走5勝を挙げた。

## 経歴
- 特記がない限り、競走はすべてダートコース。

### 出生
ケンタッキー州パリスにある牧場、ストーナーサイドファームで生まれたサラブレッドの牡馬である。出生時には体重152ポンド（約68.9キログラム）と新生児の平均体重を30ポンドほど上回るほど大柄で、その出産は7人がかりで母馬から引き抜く難産であった。このため、出産した直後ながらコンガリーは肋骨に重傷を負い、45日間かけて厩舎で大事に静養された。この期間に甘やかされて育ったコンガリーは、非常に人懐っこい馬に育ったという。
また、コンガリーは乳離れの頃に肺炎にかかり、このため翌年は暖かな気候のフロリダ州オカラで過ごしていた。オカラでコンガリーを繋養していたJ・B・マッカーサンは、ストーナーサイドファームの競走・血統マネージャーであったジョン・アドガーに対して直接「あれの母馬は売るなよ」と言及していたという。

### 2歳時（2000年）
ボブ・バファート調教師に預けられたコンガリーのデビュー戦は、2000年9月10日のデルマー競馬場で行われた未勝利戦（6ハロン）で、単勝オッズ3.1倍と1番人気に推されていたものの、その結果は6着であった。バファートはコンガリーに素質を感じていただけにこの結果を不可解に思っていたが、その後騎手から違和感があるという報告を受けてX線撮影を行ったところ、膝に骨片が生じていることが発覚、5か月半の休養が当てられた。

### 3歳時（2001年）
コンガリーの復帰戦は2001年の2月28日で、サンタアニタパーク競馬場で行われた8ハロンの未勝利戦において、2着馬を5馬身突き放す競馬で初勝利を手にした。バファートはこの勝利後にコンガリーの才能をポイントギヴン並であると言い放っている。
その後同競馬場での一般戦（3月17日・8.5ハロン）において8馬身差の圧勝を見せたのち、ケンタッキーダービーの前哨戦のひとつであるウッドメモリアルステークス（G2・アケダクト・9ハロン・4月14日）に登録された。この競走で1番人気に支持されていたのは、フロリダダービー（G1）優勝馬のモナーコスであった。このほかゴーサムステークス（G3）勝ち馬のリッチリーブレンディドなどを含む6頭が出走し、コンガリーは単勝オッズ2.7倍の2番人気に支持されていた。この競走でスタートから飛ばしたのはリッチリーブレンディドで、大外から先頭を奪い取ると、同じく外を回るコンガリーに2馬身差をつけて先を進み、一方でモナーコスは先頭から7馬身離れた後方に待機していた。バックストレッチからコーナーに差し掛かるあたりで、コンガリーの鞍上ヴィクター・エスピノーザはコンガリーを動かし、リッチリーブレンディドのすぐ後ろにつけていった。リッチリーブレンディドは再び距離を空けるもコンガリーに再び詰め寄られ、残り5/16マイルの標識地点でついにコンガリーが先手を奪い取ると、後方のモナーコスにも鞭が入れられた。残り1ハロンの標識地点でモナーコスはコンガリーに3馬身半差まで迫ったが、コンガリーはついに捕らえられないままゴールに到達、モナーコスに2馬身3/4差をつけて重賞初制覇を飾った。勝ちタイムは1分47秒96。モナーコスから7馬身離された3着にはリッチリーブレンディドが入線した。
しかし、クラシック本番のケンタッキーダービー（G1・5月5日・チャーチルダウンズ・10ハロン）では一度は先頭に立ったものの、モナーコスの追い上げに屈して4馬身3/4差の3着に敗れている。続くプリークネスステークス（G1・5月19日・ピムリコ・9.5ハロン）でもポイントギヴンの3着に敗れ、三冠最終戦のベルモントステークスには出走しなかった。
コンガリーが再び競馬場に現れたのは7月15日のハリウッドパーク競馬場で行われたスワップスステークス（G1・9ハロン）においてであった。この競走でコンガリーは序盤で先頭を奪うと、そのまま効率の良いコース取りで他馬を寄せ付けないまま、2着に4馬身差をつける逃げ切り勝ちを決め、G1初制覇を成し遂げた。しかし、その翌戦に挑んだジムダンディステークス（G1・8月4日・サラトガ・9ハロン）で3着に敗れ、さらにコンガリーが右前肢の膝に怪我をしていることが発覚、このため年内の休養が決定した。

### 4歳時（2002年）
この年のコンガリーの始動はやや遅く、5月27日のローンスターパーク競馬場で行われたローンスターパークハンデキャップ（G3・8.5ハロン）が年内初戦となった。この競走でコンガリーはゲートで暴れてうまく発走できなかったものの、すぐさま先頭に立って道中を進め、最後の直線ではプリンスイロコイという穴馬に迫られたが、結局そのまま一度も先頭を譲らずに優勝を手にした。この年はその後スティーブンフォスターハンデキャップ（G1・6月15日・チャーチルダウンズ・9ハロン）で1番人気に支持されながらも6着、デルマー競馬場でのサンディエゴハンデキャップ（G2・8月4日・8.5ハロン）では3着と勝ちに恵まれなかったが、同競馬場9月2日のデルマーブリーダーズカップハンデキャップ（G2・8ハロン）では再び終始ハナを譲らない競馬で勝利を収めている。この後、コンガリーの陣営は芝競走のブリーダーズカップ・マイル（芝8ハロン）を目標にし、それに向けて10月5日にはサンタアニタパーク競馬場のオークツリーブリーダーズカップマイルステークス（G2・芝8ハロン）でコンガリーを初の芝競走に挑戦させたが、7着と大敗したためブリーダーズカップ参戦は見送られた。
この年コンガリーが最後に出走したのは、11月30日アケダクト競馬場のシガーマイルハンデキャップ（G1・8ハロン）であった。この競走ではプリークネスステークス優勝馬のレッドバレットやブリーダーズカップ・スプリント3着馬のクラフティシーティーなどが人気を集め、コンガリーは単勝オッズ5.5倍の4番人気であった。レースが始まるとボナヒューという馬が先手を切り、それにクラフティシーティーが続き、その後ろにコンガリーは位置して序盤を進めていった。残り3ハロンの標識地点で前をゆくクラフティシーティーが前を空け、また後ろにいたハーランズホリデーが動き出すのと同じ頃に、コンガリーの鞍上ジェリー・ベイリーは合図を出して前に進めだした。そして6ハロン通過ところでボナヒューから先手を奪い取ると、左ムチを入れられたコンガリーは最後の2ハロンを24秒86のタイムで駆け抜けて、結果勝ちタイム1分33秒11、2着馬アルデバランに5馬身半差をつける圧勝を見せつけた。

### 5歳時（2003年）
この年はコンガリーにとって充実の年となった。年明けまもなくにサンタアニタパーク競馬場から始動し、1月4日のサンパスカルハンデキャップ（G2・8.5ハロン）、2月2日のサンアントニオハンデキャップ（G2・9ハロン）で2連勝を飾るスタートを見せた。春の西海岸の大一番であるサンタアニタハンデキャップ（G1・3月1日・10ハロン）にも出走し、ここではメダグリアドーロとの対決が予期されていたが、メダグリアドーロ側が回避したので対決は実現しなかった。コンガリーは124ポンドのトップハンデを課されながらも単勝1.6倍という断然の1番人気に推されていた。しかしこの競走を制したのは3番人気のミルウォーキーブルーで、最後の直線ではコンガリーが先頭に立っていたものの、それをアタマ差差し切って優勝をさらっていった。
続いて4月12日のアケダクト競馬場で出走したカーターハンデキャップ（G1）は7ハロンの短距離戦であったが、トップハンデの122ポンドを背負いながらも、2着馬アルデバランに3馬身半差をつけて優勝、その距離適性の広さを見せた。その後メトロポリタンハンデキャップ（G1・5月26日・ベルモントパーク・8ハロン）では6着と大敗したものの、ハリウッドゴールドカップ（G1・7月13日・ハリウッドパーク・10ハロン）では先行抜け出しの競馬で2着ハーランズホリデーに3馬身差をつけて優勝した。
その後ターフウェイパーク競馬場のケンタッキーカップクラシックハンデキャップ（G2・9月13日・9ハロン）2着を挟んで、10月25日のブリーダーズカップ・クラシック（G1・サンタアニタパーク・10ハロン）に挑戦。一時は先頭に立っていたものの、最後の直線でプレザントリーパーフェクトらに交わされて4着に敗れた。
この年最後に出走したのは前年と同じくシガーマイルハンデキャップ（G1・11月29日・アケダクト・8ハロン）であった。コンガリーは、先行するマイダスアイズという馬の後ろ2番手につけて道中を進めると、残り2ハロンのところで同馬を捕まえてそのまま差を広げ、最後には2着馬に5馬身1/4差をつけて同競走連覇を飾った。

### 6歳時（2004年）
年初はサンタアニタパークのサンアントニオハンデキャップ（G2・1月31日・9ハロン）から始動したが、勝ち馬プレザントリーパーフェクトから8馬身離された最下位4着に敗れている。その後疝痛のためしばらく休養、5月1日のチャーチルダウンズハンデキャップ（G2・チャーチルダウンズ・7ハロン）で復帰したものの、ここでも4着に敗れた。コンガリーの陣営は、敗戦から間もない5月6日にその引退を発表、その後種牡馬入りが報じられた。

## 種牡馬入り後
2005年よりケンタッキー州ミッドウェイのアデナスプリングズに繋養され、初年度の種付け料は15,000ドルに設定されていた。アデナスプリングズは2009年にケンタッキー州パリに移転し、コンガリーもそちらに送られたが、2010年よりニューヨーク州のハイクリフファームに移動、種付け料も7,500ドルに下げられた。2013年にはコンガリーを含むハイクリフファームの全種牡馬が、同州のミルクリークファームに移動している。
その後ニューヨーク州のサラトガスタッドに繋養されていたコンガリーは、2015年にレーンズエンドファームに購入されて、そのテキサス分場へと送られた。2017年にレーンズエンドファームのテキサス分場が解散したのちは、テキサス州パイロットポイント近郊のヴェーラーファームに繋養されていたコンガリーであったが、老衰のため2020年11月22日に安楽死の処置がとられた。22歳であった。

### 主な産駒
- ジェラニモ Jeranimo - シューメーカーマイルステークス、エディーリードハンデキャップ、サンガブリエルハンデキャップ3連覇など。
- *ドントテルソフィア Don't Tell Sophia - スピンスターステークス、チルッキステークス、バヤコアステークス連覇など。
- *キラーグレイシス Killer Graces - ハリウッドスターレットステークス、ランダルースステークス、シンデレラステークス。
- シュリンキングヴァイオレット Shrinking Violet - モンローヴィアステークス、ダイシーカッターハンデキャップ、リコートニングシティステークス。
- ミシカルパワー Mythical Power - ローンスターダービー、テキサスマイルステークス。
- マオイニーチ Maoineach - 1000ギニートライアルステークス（アイルランド）、ゴーアンドゴーラウンドタワーステークス。

### 母父としての産駒
- キラーアビリティ（ホープフルステークス、中日新聞杯）父：ディープインパクト

## 血統表
| コンガリーの血統                    | コンガリーの血統                                                  | コンガリーの血統                                            | （血統表の出典）                                            | （血統表の出典） |
| 父系                                | ブラッシンググルーム系                                            | ブラッシンググルーム系                                      | ブラッシンググルーム系                                      | [ § 2 ]          |
| 父 *アラジ Arazi アメリカ 栗毛 1989 | 父の父Blushing Groom フランス 栗毛 1974                           | Red God                                                     | Nasrullah                                                   | Nasrullah        |
| 父 *アラジ Arazi アメリカ 栗毛 1989 | 父の父Blushing Groom フランス 栗毛 1974                           | Red God                                                     | Spring Run                                                  |                  |
| 父 *アラジ Arazi アメリカ 栗毛 1989 | 父の父Blushing Groom フランス 栗毛 1974                           | Runaway Bride                                               | Wild Risk                                                   | Wild Risk        |
| 父 *アラジ Arazi アメリカ 栗毛 1989 | 父の父Blushing Groom フランス 栗毛 1974                           | Runaway Bride                                               | Aimee                                                       |                  |
| 父 *アラジ Arazi アメリカ 栗毛 1989 | 父の母*ダンスールファビュルー Danseur Fabuleux アメリカ 鹿毛 1982 | Northern Dancer                                             | Nearctic                                                    | Nearctic         |
| 父 *アラジ Arazi アメリカ 栗毛 1989 | 父の母*ダンスールファビュルー Danseur Fabuleux アメリカ 鹿毛 1982 | Northern Dancer                                             | Natalma                                                     |                  |
| 父 *アラジ Arazi アメリカ 栗毛 1989 | 父の母*ダンスールファビュルー Danseur Fabuleux アメリカ 鹿毛 1982 | Fabuleux Jane                                               | Le Fabuleux                                                 | Le Fabuleux      |
| 父 *アラジ Arazi アメリカ 栗毛 1989 | 父の母*ダンスールファビュルー Danseur Fabuleux アメリカ 鹿毛 1982 | Fabuleux Jane                                               | Native Partner                                              |                  |
| 母 Mari's Sheba アメリカ 鹿毛 1992  | 母の父Mari's Book アメリカ 鹿毛 1978                              | Northern Dancer                                             | Nearctic                                                    | Nearctic         |
| 母 Mari's Sheba アメリカ 鹿毛 1992  | 母の父Mari's Book アメリカ 鹿毛 1978                              | Northern Dancer                                             | Natalma                                                     |                  |
| 母 Mari's Sheba アメリカ 鹿毛 1992  | 母の父Mari's Book アメリカ 鹿毛 1978                              | Mari Her                                                    | Maribeau                                                    | Maribeau         |
| 母 Mari's Sheba アメリカ 鹿毛 1992  | 母の父Mari's Book アメリカ 鹿毛 1978                              | Mari Her                                                    | Hem and Haw                                                 |                  |
| 母 Mari's Sheba アメリカ 鹿毛 1992  | 母の母Sheba Little アメリカ 栗毛 1984                             | Known Fact                                                  | In Reality                                                  | In Reality       |
| 母 Mari's Sheba アメリカ 鹿毛 1992  | 母の母Sheba Little アメリカ 栗毛 1984                             | Known Fact                                                  | Tamerett                                                    |                  |
| 母 Mari's Sheba アメリカ 鹿毛 1992  | 母の母Sheba Little アメリカ 栗毛 1984                             | Come Back                                                   | *ボールドラッド                                             | *ボールドラッド  |
| 母 Mari's Sheba アメリカ 鹿毛 1992  | 母の母Sheba Little アメリカ 栗毛 1984                             | Come Back                                                   | Long Look                                                   |                  |
| 母系(F-No.)                         | (FN:16-f)                                                         | (FN:16-f)                                                   | (FN:16-f)                                                   | [ § 3 ]          |
| 5代内の近親交配                     | Northern Dancer 3x3, Nearco 5x5x5, Wild Risk 4x5, Ribot 5x5       | Northern Dancer 3x3, Nearco 5x5x5, Wild Risk 4x5, Ribot 5x5 | Northern Dancer 3x3, Nearco 5x5x5, Wild Risk 4x5, Ribot 5x5 | [ § 4 ]          |
| 出典                                | 1. 2. 3. 4.                                                       | 1. 2. 3. 4.                                                 | 1. 2. 3. 4.                                                 | 1. 2. 3. 4.      |

- 半妹Golden Shebaの孫にGood Cheer